# Берг, Лео
Лео Берг (1862—1908) — немецкий философ

, публицист, переводчик, театральный и литературный критик; писал под псевдонимами: «Dr. Pascal» и «Ludwig Gorel».

## Биография
Лео Берг родился 29 апреля 1862 года в городе Цемпельбурге (ныне Семпульно-Краеньске, Польша). 
Первыми его литературными опытами, обратившими внимание литературных кругов Берлина, были небольшие критические статьи ο графе Шаке, Ибсене и Вильденбрухе. В двадцатилетнем возрасте Берг уже заведовал литературным отделом журналов «Akademische Zeitschrift» и «Deutsche Studentenzeitung», основанных Конрадом Кюстером для борьбы с классицизмом в немецкой литературе. 
Благодаря глубокому пониманию проблем современности Берг занял видное место в небольшой группе немецких писателей 1880-х гг., выступившей с проповедью крайнего реализма. Натурализм, как художественный принцип, скоро потерпел крушение, но Берг остался верен идеалам своей юности, сумев сочетать основные принципы натурализма с нарождавшимся тогда индивидуализмом, теоретической разработке которого посвящено большинство его произведений. 
В натурализме Берг считал ценным тщательное изучение действительности, в то же время энергично восставая против его тенденции низвести роль литератора до роли пассивного протоколиста. По натуре своей скорее публицист, чем художник, Берг интересовался отдельными литературными явлениями лишь постольку, поскольку их можно было ввести в цикл общечеловеческих проблем. Обладая способностью обобщать единичные явления, он выдвинул на первый план две основные проблемы современной жизни — половой вопрос и индивидуализм — и благодаря философскому складу своего ума сумел сохранить среди напряженной атмосферы борьбы различных мнений вполне независимую позицию. 
В своих произведениях, посвященных половому вопросу, Берг восстает как против Lex Heinze, совершенно несовместимого с истинной свободой искусства, так и против той «женственной тенденции», которая, усматривая в сексуальности человека единственное основное начало его натуры, тем самым приводит к подавлению его интеллекта и характера. 
В вопросе об индивидуализме Берг, признавая гениальное дарование Ницше, устанавливает преемственность его учения с интеллектуальным прошлым Германии. В идеях Бисмарка с его культом силы и презрения к слабости Берг усматривает один из видных факторов подготовки немецкой науки к восприятию ницшеанства. Берг стремился утвердить полную независимость искусства от каких бы то ни было посторонних воздействий, отрицая необходимость приспособления его к эстетическому уровню масс. 
Лео Берг написал несколько крупных критических произведений, а также целый ряд статей в периодических печатных изданиях, особенно культивируя литературную форму эскиза, подходившую к его афористическому мышлению и к его вычеканенному стилю. 
Берг состоял редактором «Kulturprobleme der Gegenwart», театральным критиком «Das litterarische Echo» и единогласно признан немецкой критикой одним из наиболее выдающихся литераторов современности, вполне самостоятельно установившим некоторые эстетические критерии. В 1893 году совместно с Константином Бруннером и Отто Эрнстом Шмидтом основал литературно-критический журнал «Der Zuschauer».
Берг перевёл и издал на немецком языке несколько произведений Эмиля Золя. 
Лео Берг умер 12 июля 1908 года.